# Ulica Grójecka w Warszawie

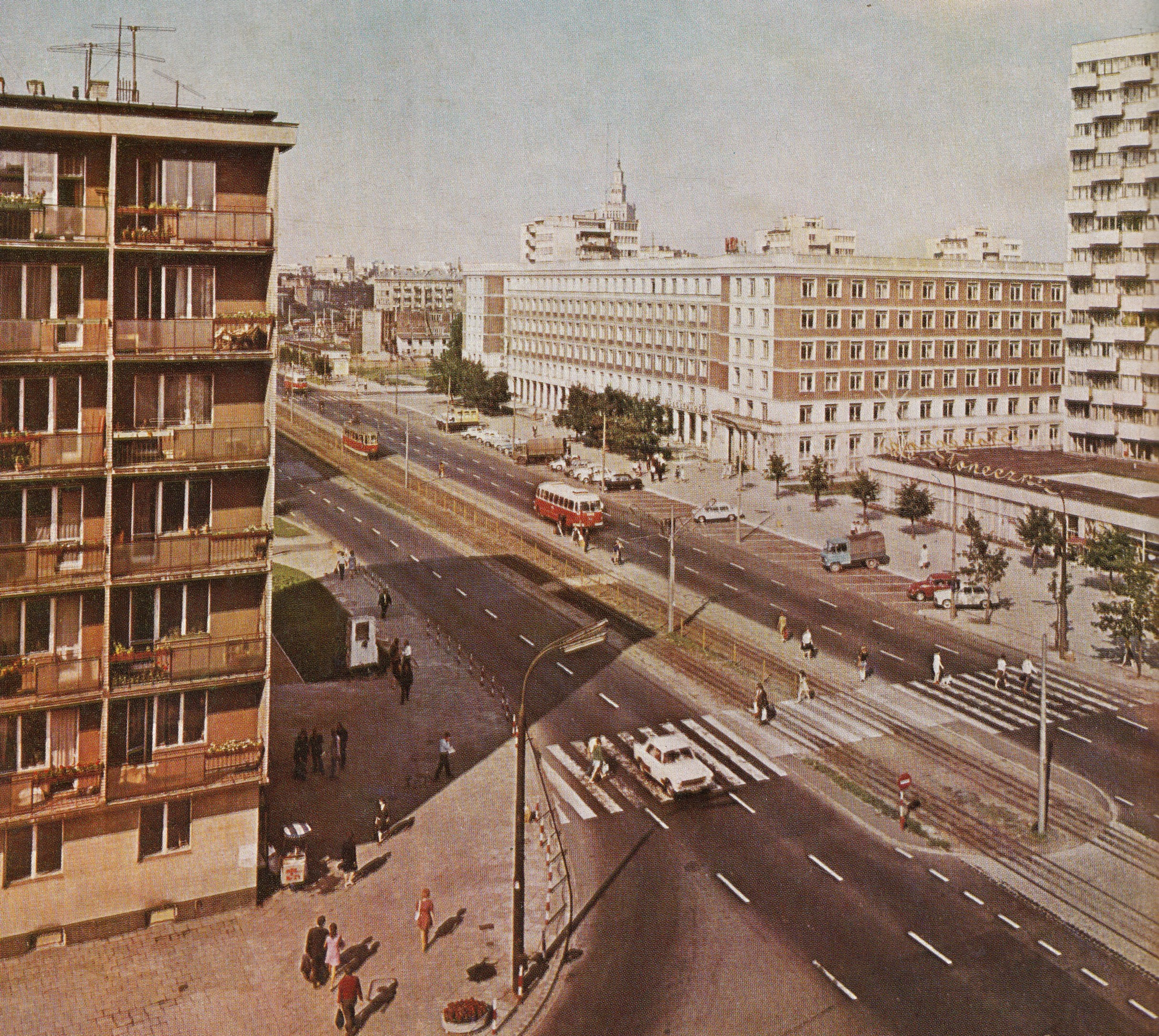
Ulica Grójecka na wysokości ul. Niemcewicza w latach 70. XX wieku

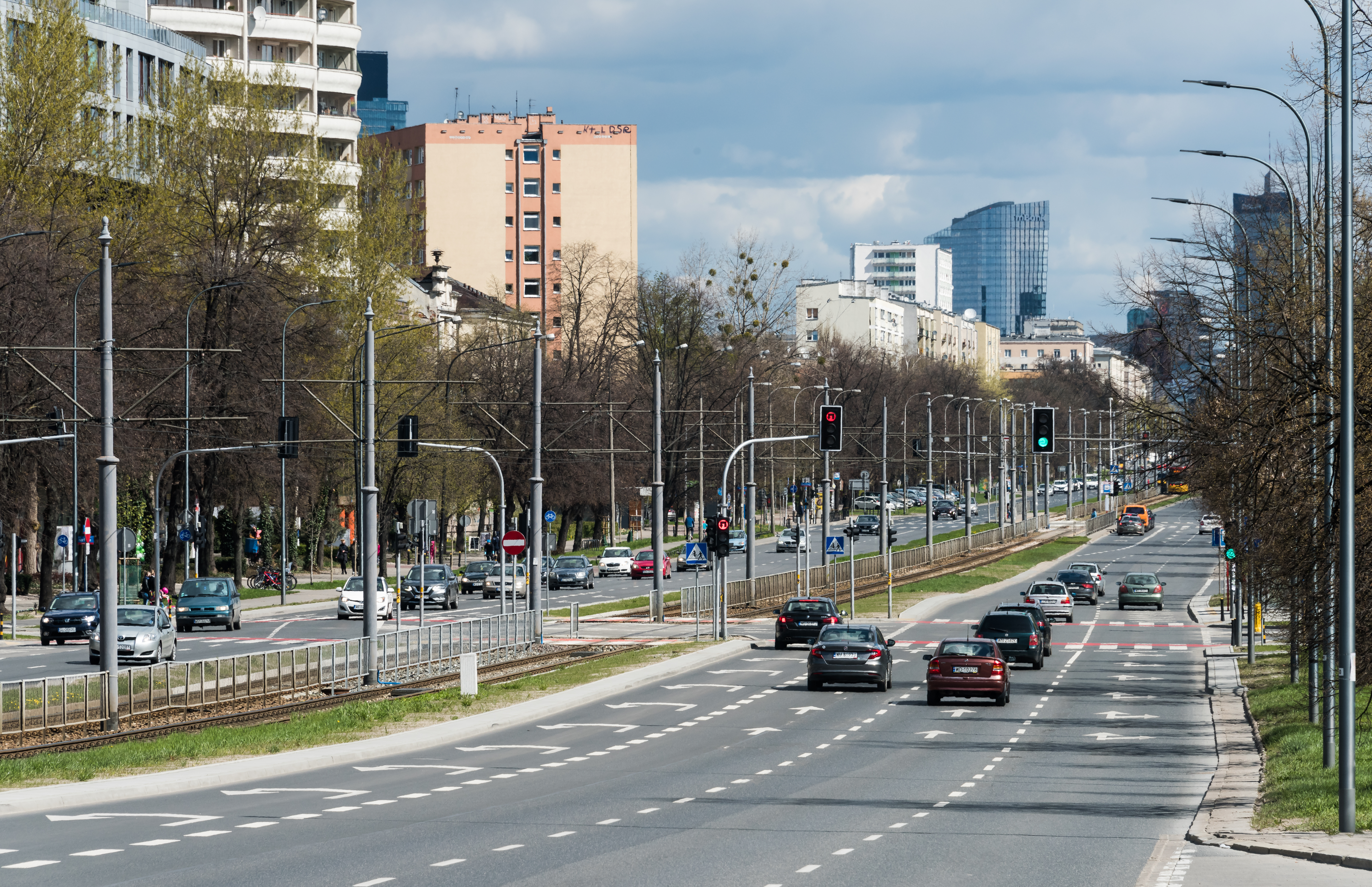
Ulica w rejonie ul. Racławickiej

Ulica Grójecka – główna ulica warszawskiej dzielnicy Ochota, biegnąca od placu Artura Zawiszy do wiaduktu linii radomskiej na granicy z dzielnicą Włochy, gdzie przechodzi w al. Krakowską.

## Historia
Ulica Grójecka powstała na miejscu starego traktu, uregulowanego w latach 1818–1823, biegnącego przez wieś Raków oraz miasta Grójec i Radom do Krakowa; jednocześnie obsadzono ją dwoma szpalerami drzew. Nazwę aleja lub ulica Grójecka zamiast Krakowskiej wprowadzono w 1892.

### Okres przedzaborowy
Pierwszą zabudowę nowej ulicy stanowiły dwie cegielnie, powstałe przed rokiem 1829. Pierwsza z nich znajdowała się w rozwidleniu Szosy Krakowskiej i Drogi Jerozolimskiej, czyli dzisiejszych Al. Jerozolimskich. Drugą usytuowano u zbiegu z Drogą Królewską, czyli dzisiejszą ul. Niemcewicza (przeprowadzoną w 1768 jako obsadzoną lipami aleję wiodącą od traktu Wolskiego do Zamku Ujazdowskiego.)
Po 1831 na wysokości dzisiejszego skrzyżowania z ul. Kaliską wzniesiono murowaną karczmę, zwaną Ochota; od niej pochodzi nazwa powstałej nieco później osady, potem wsi i wreszcie dzielnicy. Wieś Ochota ciągnęła się aż po linię ulicy Opaczewskiej, tworzącej wraz z dzisiejszą ulicą Banacha znany już w średniowieczu trakt z Błonia do Czerska.

### Okres zaboru rosyjskiego
W 1818 na dzisiejszym pl. Zawiszy wzniesiono okrągłe pawilony rogatek Jerozolimskich. Od lat siedemdziesiątych XIX wieku ten bliski rogatkom odcinek Grójeckiej otrzymał zabudowę, składającą się z niewielkich, parterowych i często drewnianych domów.
Parzysta strona ulicy długo nie posiadała wartej wzmianki zabudowy: kilka domów drewnianych wznosiło się w rejonie ul. Spiskiej.
W 1909 przyłączono do Warszawy odcinek Grójeckiej od pl. Zawiszy do  ul. Niemcewicza; wzniesione krótko potem domy liczyły wyłącznie po cztery piętra i otrzymały bardzo skromną dekoracją fasad, lub w ogóle jej nie posiadały. Przesunięcie granic Warszawy uczyniło z sielskiej wsi Ochoty szybko rozwijające się przedmieście; bliskość miasta oddziaływała już dużo wcześniej – miejskie kamienice powstawały tu już przed 1901, a wytyczone krótko po tej dacie przecznice Przemyska, Częstochowska i Winnicka zabudowano niemal natychmiast.
Owe czynszowe domy budowane pod wynajem cechował niewielki metraż mieszkań i ich niski standard; ich mieszkańcami byli niezamożni robotnicy, rzemieślnicy i drobni kupcy.
Tymczasem Warszawa rozwijała się, zagarniając coraz większy teren: w 1916 przyłączono do miasta wieś Ochotę.

### Okres II Rzeczypospolitej
W 1919 przyłączono pozostały odcinek Grójeckiej, aż po tory Kolei Radomskiej.
W 1921 Grójecką pojechał pierwszy tramwaj linii 7 – kursował z ul. Radzymińskiej do zbiegu Grójeckiej i Opaczewskiej; w 1923 linię wydłużono do Okęcia.
U zbiegu z Opaczewską od 1917 działało targowisko warzyw i owoców, zwane potocznie Zieleniakiem; w latach dwudziestych plac wybrukowano i skanalizowano, na jego tyłach zaś wybudowano w latach 1925-1927 gmach Szkół Powszechnych 188 i 189, projektowany przez Franciszka Szaniora.
Grójecka była wówczas ulicą brukowaną polnym kamieniem, oświetloną latarniami znajdującymi się na trakcyjnych słupach tramwajowych marki Siemens, montowanych w Warszawie od 1908.
Coraz większa liczba mieszkańców Ochoty pociągnęła za sobą konieczność wzniesienia dużej świątyni. W 1911 na placu podarowanym przez Jana Grądzkę rozpoczęto prace przy budowie kościoła Niepokalanego Poczęcia Najświętszej Maryi Panny, zaprojektowanego przez Oskara Sosnowskiego; w miejscu gdzie znajduje się dziś dom parafialny i mieszkania duszpasterzy wzniesiono drewnianą dzwonnicę nakrytą dwustopniowym, czterospadowym dachem. Nieco skośne względem ulicy usytuowanie bryły kościoła jest śladem niezrealizowanego zamierzenia urbanistycznego: jej widok miał zamykać perspektywę ul. Uniwersyteckiej, którą planowano wydłużyć przez teren Pola Mokotowskiego do ul. Madalińskiego na Mokotowie.
Brak funduszy sprawił, że budowa kościoła ciągnęła się blisko 14 lat; świątyni nigdy też nie ukończono – zabrakło planowanego w projekcie hełmu wieńczącego wieżę, nakrytą dziś prowizorycznie płaskim, czterospadowym daszkiem.
W 1923 utworzono przed kościołem pl. Gabriela Narutowicza, wraz z otaczającymi go półkoliście ulicami Akademicką, Maurycego Mochnackiego i Józefa Mianowskiego; w latach 1923-1930 przy ul. Akademickiej według projektu Kazimierza Tołłoczki wzniesiono ogromny akademik, Dom Mieszkalny Centrali Akademickiej Bratniej Pomocy. Równolegle na samym placu utworzono pętlę tramwajową, gdzie kończyły trasę linie 6, 17, 22 i 25. 
Lata 20. i 30. przyniosły budowę licznych domów spółdzielczych, oraz – szczególnie pod koniec trzeciej dekady – domów dochodowych. W ich parterowe pomieszczenia zajmowały niewielkie sklepiki, zaś jedyną placówką o aspiracjach kulturotwórczych było Kino „Oaza”, działające w latach 1929−1938 u zbiegu z ul. Radomską. Pod nr. 27 w latach 1935−1936 według projektu Romana Felińskiego wzniósł dla siebie kamienicę Marcin Weinfeld – architekt, twórca pierwszego warszawskiego „wieżowca” – Prudentialu. 4 września 1930 w okolicy ulicy wydarzyła się katastrofa lotnicza samolotu wojskowego, w której zginęło dwóch podchorążych rezerwy.
W okresie międzywojennym w domu nr 26 mieścił się XXIII komisariat Policji Państwowej.

### Okres II wojny światowej
Wrzesień 1939 przyniósł znaczne zniszczenia w zabudowie ulicy, stanowiącą dla Niemców najkrótszą drogę do śródmieścia Warszawy. W dniach 8 i 9 września nastąpił tu szturm wojsk niemieckich, zakończony przejściowym zwycięstwem wojsk polskich (obronę na tym odcinku upamiętniono w 1979 roku pomnikiem Barykada Września, znajdującym się u wylotu ul. Opaczewskiej).
W okresie okupacji niemieckiej ulicy nadano niemiecką nazwę Radomerstrasse.
W czasie powstania warszawskiego ostatnim punktem obrony powstańców była „Reduta Wawelska” – kamienice Grójecka 45, Uniwersytecka 1 i Wawelska 60. Oddziały ppor. Jerzego Gołębiewskiego „Stacha” wycofały się kanałami na teren Kolonii Staszica; następnie zdziesiątkowane i rozproszone połączyły się z oddziałami batalionu „Golski” w śródmieściu. Zbrodniarze z kolaboranckiej formacji SS RONA dokonali pacyfikacji Ochoty. Miejscem gwałtów i mordów m.in. był plac targowy zwany Zieleniakiem oraz budynek szkoły na jego tyłach.

### Po 1945
W okresie powojennym część domów wyremontowano, część – głównie starszych – rozebrano. 
W lipcu 1949 oddano do użytku kino Ochota (nr 65).
W latach 1957–1967 wzniesiono po obu stronach ulicy na odcinku od Opaczewskiej do Korotyńskiego osiedle Szosa Krakowska na 25 tys. mieszkańców.
Asfaltowa nawierzchnia jezdni pojawiła się ok. 1970. Równolegle wymieniono słupy trakcyjne firmy Siemens. Nowe bloki wybudowane w rejonie pl. Zawiszy nieco zatarły dawny charakter ulicy, jednak rejon pl. Gabriela Narutowicza zachował wiele z klimatu dawnej Ochoty.

## Ważniejsze obiekty
- Blok mieszkalny (nr 19/25)
- Kościół Niepokalanego Poczęcia Najświętszej Maryi Panny (nr 38)
- Dom Studencki Politechniki Warszawskiej „Bratniak-Muszelka” (nr 39)
- Och-Teatr (nr 65)
- XXI Liceum Ogólnokształcące im. Hugona Kołłątaja w Warszawie i głaz Marszałka Józefa Piłsudskiego (nr 93)
- Targowisko Banacha (nr 95)
- Topola Obrońców
- Pomnik Barykada Września (róg ul. Opaczewskiej)
- Osiedle Szosa Krakowska
- Dyrekcja Generalna Lasów Państwowych (nr 127)
- Narodowy Fundusz Zdrowia (nr 186)
- Przystanek kolejowy Warszawa Rakowiec
- Tablice pamiątkowe Tchorka (nr 22/24, 39, 47/51 oraz 95)

## Obiekty nieistniejące
- Rogatki Jerozolimskie